# 11206 Bibee
11206 Bibee è un asteroide della fascia principale. Scoperto nel 1999, presenta un'orbita caratterizzata da un semiasse maggiore pari a 2,6392811 au e da un'eccentricità di 0,1570394, inclinata di 7,45261° rispetto all'eclittica.
L'asteroide è dedicato alla studentessa statunitense Kristin Page Bibee.